# Корнеевка (Запорожская область)
Корнеевка (укр. Корніївка) — село,
Корнеевский сельский совет,
Весёловский район,
Запорожская область,
Украина.
Код КОАТУУ — 2321282501. Население по переписи 2001 года составляло 909 человек.
Является административным центром Корнеевского сельского совета, в который не входят другие населённые пункты.
На территории Украины расположено четыре населённых пункта с названием Корнеевка.

## Географическое положение
Село Корнеевка находится на расстоянии в 3,5 км от села Калиновка и в 5-и км от села Чкалово.

## История
- 1868 год — дата основания.

На северной окраине села был похоронен погибший во время Днепропетровской наступательной операции Великой Отечественной войны полковник Стецун, Иосиф Кузьмич.

## Экономика
- «Середа компани», ООО.

## Объекты социальной сферы
- Школа.
- Дом культуры.
- Фельдшерско-акушерский пункт.